# Vitaliana
Vitaliana é um género botânico pertencente à família Primulaceae.